# Lithognathus mormyrus
Lithognathus mormyrus är en fiskart som först beskrevs av Carl von Linné 1758.  Lithognathus mormyrus ingår i släktet Lithognathus och familjen havsrudefiskar. Inga underarter finns listade i Catalogue of Life.